# Graf DK 51

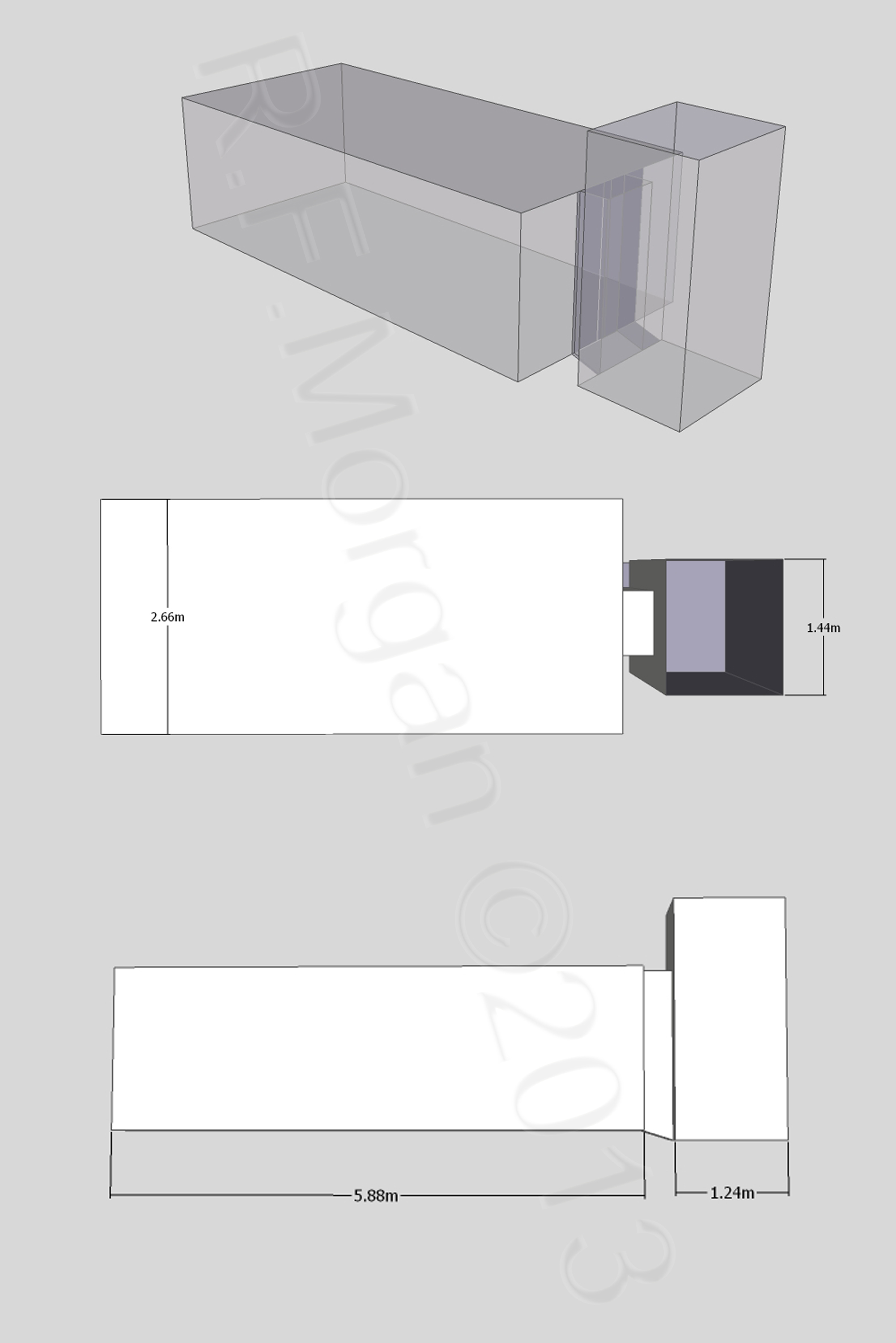
Schematische weergave van graf DK 51

Graf DK 51 is een klein graf uit de Vallei der Koningen. Het graf werd ontdekt in januari 1906 door de jonge archeoloog Edward Russell Ayrton. Het graf bevat stoffelijke overschotten van gemummificeerde dieren. Mogelijk behoort DK 51 bij het naburige graf van Amenhotep II (DK 35).